# Attilio Pusterla
Attilio Pusterla (Milano, 10 luglio 1862 – New Jersey, 30 aprile 1941) è stato un pittore e decoratore italiano.

## Biografia
Studiò all'Accademia di Brera, e a Brera tenne la prima esposizione nel 1883. Di idee progressiste e socialiste (tra l'altro illustrò la copertina dell’Almanacco socialista per l’anno 1897), nei suoi dipinti predilisse scene di vita quotidiana che illustravano la povertà e le difficoltà delle classi sociali più umili. Fu anche molto attivo come ritrattista e paesaggista. Il suo dipinto più celebre è Le cucine economiche di Porta Nuova, oggi ospitato nella Galleria d’arte moderna di Milano, che raffigura una mensa dei poveri gremita di operai e povera gente.
A causa delle difficoltà economiche e delle delusioni professionali per il tiepido interesse della critica, alla fine del secolo si imbarcò per gli Stati Uniti.  Qui mise in secondo piano la pittura a favore della decorazione murale, ottenendo incarichi prestigiosi, tra cui la decorazione della Colonna di Astoria ad Astoria, Oregon e la Railway Committee Room del Parlamento canadese a Ottawa.  Fu anche docente della Leonardo da Vinci Art School di New York. Morì per un attacco cardiaco nel 1941.